# خانه نراقی
خانه نراقی مربوط به اواخر دوره قاجار - دوره پهلوی اول است و در همدان، خیابان عباس‌آباد، کوچه کبابیان، بن‌بست خوانساری واقع شده و این اثر در تاریخ ۷ مهر ۱۳۸۱ با شمارهٔ ثبت ۶۱۴۱ به‌عنوان یکی از آثار ملی ایران به ثبت رسید   اما مالک آن با شکایت به دیوان عدالت اداری، این بنا را از ثبت ملی خارج کرد، بی آنکه نسبت به مرمت آن اقدامی کند.  
خانه نراقی دارای اندرونی و زمستان نشین بوده و به صورت ساختمانی دو طبقه با تزئینات آجری خاص با حوض‌خانه‌ای زیبا در قسمت پایینی آن ساخته شده بوده است‌. قناتی زیر این عمارت وجود داشته که در حال حاضر کور شده اما باعث شده آب زیر این خانه به صورت دریاچه جمع شود. 